# Paju Book City
Paju Book City (파주출판도시), ubicada a Gyoha-eup (Paju, Gyeonggi-do), és un complex cultural dedicat íntegrament a la creació, publicació, marxandatge i venda de llibres coreans. La "ciutat" pertany al  Ministeri de Cultura, Esports i Turisme de Corea. Paju Book City acull 250 editorials amb més de 10.000 treballadors. Cobreix tot el procés d'edició des de la planificació fins a la impressió i la distribució i acull un gran nombre de cafeteries i llibreries.

## La ciutat
La vila del llibre de Paju es troba a una hora amb cotxe al nord de Seül i s'assenta al costat del Paral·lel 38° nord.
Dins els llibres de Paju Book City superen la quantitat de persones amb una proporció de 20 a 1. Els llibres coreans sovint es venen a la planta baixa de les empreses editorials de la ciutat, però també hi ha diverses llibreries ben organitzades, almenys dues de les quals contenen llibres en idiomes diferents del coreà. La ciutat també conté galeries d'art insòlites, cafeteries literàriesde llibres, una casa d'hostes i espais d'exposició especialitzats. També hi ha un parc infantil.

## Història
Els primers plans per a Paju Book City van ser creats el 1989 per un grup d'editors que volia un poble model que es basés únicament en la idea dels llibres i les seves produccions i que aquest model de poble situaria el “bé comú” per sobre del “implacable interès propi”, a més de construir-se en harmonia amb l'entorn existent a la zona.
El govern de Corea va prestar suport a aquest pla i el 2001 es va iniciar la fundació del "Asia Publication Culture & Information Center", que des de llavors s'ha transformat en aproximadament 150 edificis que contenen més de 200 empreses editorials.
El procés de desenvolupament va ser inusual, ja que el desig d'"harmonia" se situava per sobre del desig de "desenvolupament industrial".
Dos arquitectes diferents van rebre l'encàrrec de "coordinador arquitectònic" (Min Hyun-Shik i Seung H-Sang). Aquests coordinadors van treballar conjuntament amb l'arquitecte britànic Florian Beigel de la "University of North London", així com més arquitectes locals Kim Jong-Kyu i Kim Young-Joon, a l'hora de preparar una Guia arquitectònica per a la Paju Book City. Tots els edificis individuals van haver de ser construïts segons aquesta directriu i la ciutat es va dividir en sectors, i cada sector va ser dirigit per un arquitecte principal. Tal com assenyala el lloc oficial de Paju Book City: 
"No va ser una tasca fàcil convèncer els llogaters, no avesats a un procés així per a seguir els plans."
Two different architects were commissioned as 'architectural coordinator' (Min Hyun-Shik and Seung H-Sang). These coordinators worked in concert with UK architect Florian Beigel of the University of North London, as well as more local architects Kim Jong-Kyu and Kim Young-Joon, in preparing an Architectural Guideline for Bookcity. All individual buildings had to be built according to that guideline and the city was divided into sectors, with each sector being given a lead architect. As the official site of Paju Book City notes, "It also was not an easy task to persuade tenants not accustomed to such a process to follow the plans."
La majoria de les empreses editorials influents de Corea mantenen almenys una oficina a Paju Book City, incloent MunhakDongne i Chang Bi, els editors de Kyung-Sook Shin, autors de  Please Look After Mother , que van guanyar el Premi "Man Asian Literary".
Paju també ha creat la seva pròpia sèrie de premis de llibres lliurats a llibres asiàtics, escriptors, dissenyadors, empreses editorials i editors “que s'han dedicat al desenvolupament i la promoció de la cultura de les publicacions asiàtiques”.

## Esdeveniments
Paju és conegut per la celebració de dos festivals internacionals que se celebren al centre d'esdeveniments. A la primavera, és el Festival Internacional del Llibre Infantil. i a la tardor el Festival Internacional Anul del Llibre que rep al voltant de mig milió de visitants durant un període de 9 dies.

## Premis
Premi a la millor tecnologia en el camp de la cultura, als premis anuals del llibre de Sheik Zayed a la Fira Internacional del Llibre d'Abu Dhabi - 2012.